# Kendrion

Wilhelm Binder

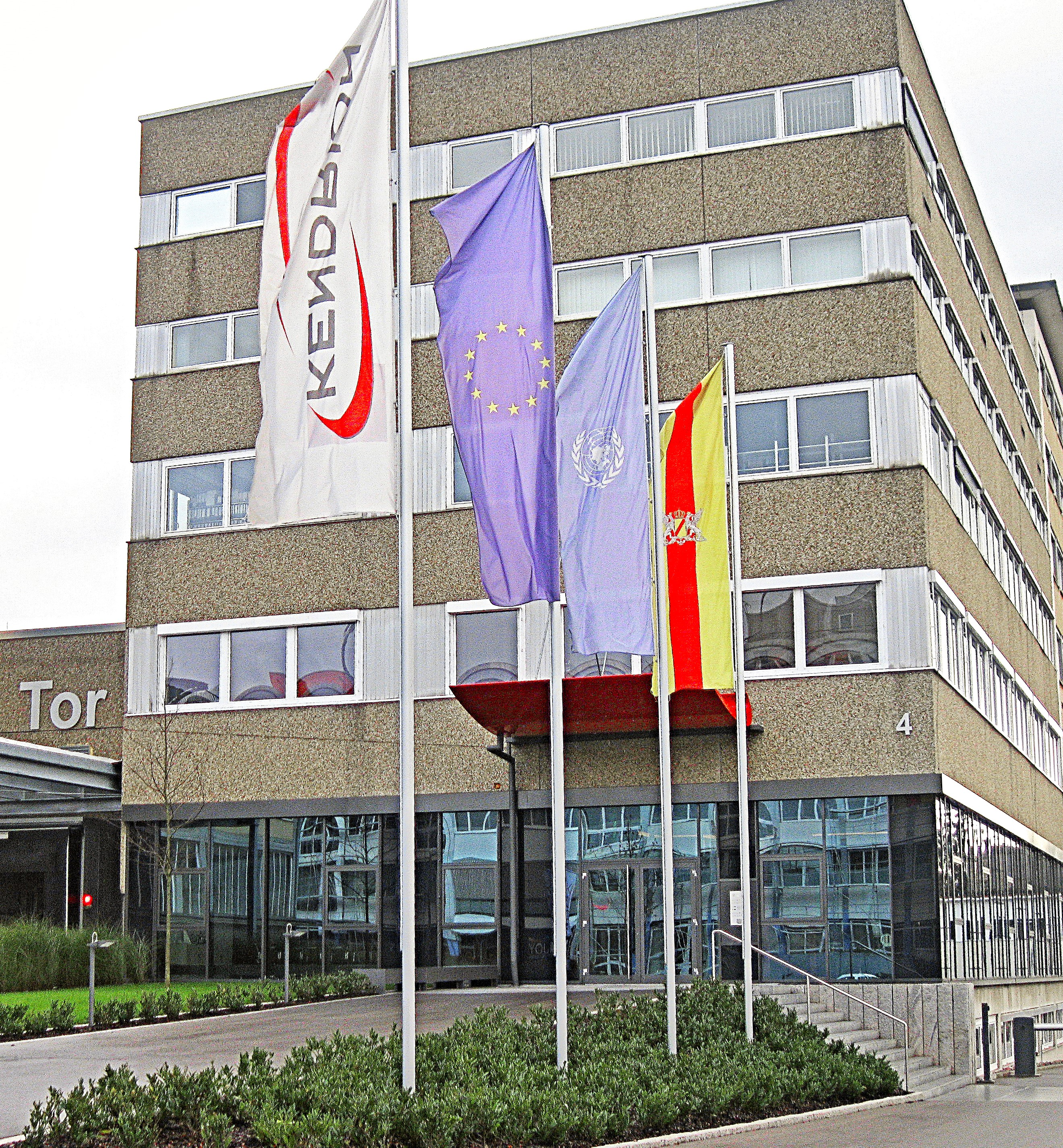
Firmenansicht Kendrion Villingen

Kendrion ist ein Elektrotechnikhersteller mit Sitz in Amsterdam. Das börsennotierte Unternehmen wurde 1911 gegründet und hat in mehreren Ländern Standorte.

## Geschichte des Konzerns
Die Beschäftigung mit Elektromagneten begann im Jahr 1911, als der 20 Jahre alte Firmengründer Wilhelm Binder sich mit Rudolf Moog und einem Startkapital von 8.500 Mark selbständig machte und mit der Herstellung von Präzisionsteilen begann. Nach zwei Jahren zahlte Wilhelm Binder seinen Partner aus und mietete ein größeres Fabrikgebäude. Als Wilhelm Binder im Ersten Weltkrieg zur Armee eingezogen war, übernahm seine Frau Ursula die Leitung des Unternehmens.
Nach dem Krieg brachte Wilhelm Binder neue patentierte Erfindungen auf den Markt. Im Jahr 1919 wurde das Unternehmen als Werkzeug- und Maschinenfabrik Wilhelm Binder mit Sitz in Villingen in das Handelsregister des dortigen Amtsgerichts eingetragen. 1927 erfolgte eine Namensänderung zu Wilhelm Binder Maschinen und Elektroapparatefabrik. In 25 Jahren wuchs die Belegschaft von Binder auf 400 Mitarbeiter.
1938 wurde Wilhelm Binders Sohn in das Unternehmen aufgenommen. Er entwickelte einen Magneten für die Hydraulik in Flugzeugen. Nach der Zwangsenteignung auf Grundlage des Gesetzes Nr. 52 der französischen Militärregierung musste er seine Erfindung jedoch ohne Entschädigung mit verschiedenen anderen Unternehmen teilen. Nach dem Zweiten Weltkrieg musste die Firma neu aufgebaut werden und bezog 1951 ein neues  Betriebsgebäude.
Nach Wilhelm Binders Tod 1953 übernahm sein Sohn Wilhelm Binder die Leitung. Über 40 Patente wurden angemeldet.
1997 wurde die Binder-Gruppe von der niederländischen Textilfabrik 'Schuttersveld N.V.' aufgekauft.
1999 übernahm Schuttersveld die Firma Hahn Magnet.
2000 kaufte Schuttersveld die Firma Thoma Magnettechnik, welche 1965 in Deutschland gegründet wurde.
Mitte 2001 entschloss sich das Unternehmen zur Änderung seines Namens von Schuttersveld in Kendrion.
Im Mai 2005 wurde Kendrion Suzhou in China gegründet.
2007 wurde das deutsche Unternehmen Linnig Antriebstechnik gekauft, welches sich auf Lüfterkupplungen für Busse spezialisiert.
Das Unternehmen Tri-Tech wurde im Jahr 2008 von Kendrion gekauft und war somit das erste Kendrion-Werk in den USA mit Schwerpunkt auf kundenspezifischer elektromagnetischer Konstruktion in Mishawaka, Indiana.
1999 wurde Kendrion Aerzen (ehemalig Magneta) durch ein Management-Buy-Out aus der Aerzener Lenze-Gruppe gegründet. Seit 2010 gehört Kendrion Aerzen zum Geschäftsbereich Industrial Brakes.
2011 wurde FAS Controls mit Sitz in Shelby, North Carolina gekauft. FAS Controls ist auf dem Automobil- und LKW-Markt tätig und liefert neben Druckschaltern und Licht-Modulen auch elektromagnetische Ventile.
Kuhnke Automation wurde 2013 von Kendrion übernommen und spezialisiert sich Pneumatik, Steuerungstechnik und Elektromagnete.
2020 wurde das Unternehmen INTORQ GmbH & Co. KG von Kendrion gekauft.
2021 wurde die Firma 3T von Kendrion gekauft.
Am 12. April 2024 gibt das börsennotierte Unternehmen Kendrion mit Sitz in den Niederlanden bekannt, dass es den Großteil des Automobilgeschäfts in Europa und den Vereinigten Staaten an den US-Konzern „Solero Technologies LLC“ verkauft habe. Davon dürften die Kendrion-Kuhnke Standorte in Malente, Markdorf und Villigen betroffen sein. Laut einer Meldung der SHZ verkauft Kendrion für 65 Millionen Euro ca. 80 % seines Automobilgeschäfts an Solero. Über Auswirkungen für die Beschäftigten in den o. g. Standorten ist noch nichts bekannt.

## Unternehmensstruktur
Das Unternehmen Kendrion mit Hauptsitz in Amsterdam ist in drei verschiedene Geschäftsbereiche eingeteilt, dazu zählen Automotive (Produkte für PKWs und Nutzfahrzeuge, basierend auf elektromagnetischen Aktoren), Software und Elektronik, Industrial Brakes (elektromagnetischen Bremsen für Elektromotoren) und Industrial Actuators and Controls.

## Standorte
Kendrion hat seinen  Sitz in Amsterdam und ist an der Amsterdamer Börse notiert. Weitere Standorte befinden sich in den USA, Indien und China, Deutschland, Rumänien, Österreich, der Tschechischen Republik und Schweden.